# György Klapka
György Klapka, maďarsky Klapka György, také známý jako Georg, nebo George Klapka(7. dubna 1820, Temešvár, dnes Rumunsko – 17. května 1892, Budapešť, Rakousko-Uhersko), byl uherský šlechtic, armádní generál a politik, účastník uherské revoluce v letech 1848/1849.

## Život
Narodil se v sedmihradském městě Temešvár, v dnešním Rumunsku, do rodiny s moravskými předky. V roce 1835 absolvoval gymnázium a následně začal studovat na vojenské dělostřelecké škole ve Vídni. Od roku 1838 byl důstojníkem habsburské armády. V roce 1842 se stal členem elitní uherské gardy ve Vídni.
Po vypuknutí uherské revoluce se přidal k uherským povstalcům, podílel se na organizování uherské národní armády v Pešti. Začátkem roku 1849 nahradil ve funkci generála Lázára Mészárose, jehož vojska byla poraženy u Košic. Velel honvédskému sboru o síle asi 18 000 mužů, operujícímu hlavně na území Horních Uher. V únoru až dubnu 1849 zvítězil nad habsburskými vojsky v bitvách u Kápolny, Isaszegu, Vacova, Tekovských Lužan a Komárna.
V červenci 1849, když hlavní síly uherské armády odtáhly z Komárna pod vedením Artura Görgeye byl pověřen obranou pevnosti Komárno. Obléhání Komárna habsburským vojskem trvalo bez úspěchu až do 23. září 1849. Teprve poté co se dozvěděl o kapitulaci uherských povstalců po bitvě u Világoše (dnes Șiria v Rumunsku) se za velmi výhodných podmínek 2. října 1849 vzdal.
Klapka následně opustil zemi a žil několik let v exilu nejprve v Anglii, později ve Švýcarsku. Později se dále v emigraci spolu s Lajosem Kossuthem politicky pokoušel o získání opětovné samostatnosti Uherska. Během prusko-rakouské války byl pozván do Pruska aby se podílel na zformování uherské legie v rámci pruské armády. Shromáždil jednotku o síle asi 3000 mužů. Do bojů však výrazně nezasáhl a rakouská vojska byla poražena v bitvě u Hradce Králové.
Po skončení války mu byl umožněn návrat do Rakousko-Uherska a v roce 1867 byl zvolen poslancem za stranu Ference Deáka.
V roce 1877 se pokusil o reformy v Turecké armádě v období hrozící války s Ruskem. Věnoval se také psaní memoárů a knih věnovaných historii vojenství. 
Generál György Klapka zemřel v Budapešti 17. května 1892. 
V Komárně mu byl v roce 1896 vybudován památník. Anglický spisovatel Jerome Klapka Jerome dostal prostřední jméno Klapka na počest rodinného přítele, generála Klapky.

## Literární dílo
- Memoiren. April bis Oktober 1849 (Lipsko, 1850)
- Der Nationalkrieg in Ungarn und Siebenbürgen in den Jahren 1848 und 1849 (Lipsko, 1851)
- Krieg im Orient in den Jahren 1853 und 1854 bis Ende Juli 1855. Eine historisch-kritische Skizze der Feldzüge an der Donau, in Asien und in der Krim, mit einem Blick auf die mögliche Wendung der künftigen Kriegsereignisse (Ženeva, 1855)
- Aus meinen Erinnerungen (přeloženo z maďarštiny, Curych, 1887)